# Icegergert
Icegergert (рус. Айсге́ргерт; настоящее имя — Гео́ргий Евге́ньевич Ге́ргерт; 24 августа 2001, Братск) — российский рэпер, резидент лейбла Gazgolder, номинант рейтинга журнала Forbes (Россия) «30 до 30» 2025 года в категории «Музыка».

## Биография

### Ранние годы
Айсгергерт родился 24 августа 2001 года в городе Братск Иркутской области.
В шесть лет переехал к бабушке, дедушке и тёте в Санкт-Петербург, так как родители были лишены родительских прав. Поступил в Суворовское училище. Некоторое время учился в Военной академии связи, затем ушёл в Военмех.

### Карьера
В 2018 году начал писать тексты для рэп-баттлов во время учёбы. С 2019 года начал записывать треки.
В 2021 году выпустил сингл «Полукровка».
В 2022 году организовал вечеринки Trap Gladiator, где бойцы-любители дрались под рэп. В 2023 году выпустил мини-альбомы «Опричники» и Ich Bin Trapper. В 2024 году стал резидентом лейбла Gazgolder и выпустил альбом Royal Bastards. В альбоме представлены фиты с Бастой, Гуфом и Big Baby Tape.
В 2025 году попал в базу украинского сайта «Миротворец» за «пропаганду войны», «публичную поддержку российской агрессии и убийств граждан Украины» и «пропаганду российского фашизма, нацизма и антисемитизма».

## Награды и номинации
| Год  | Премия     | Номинация | Результат | Источник |
| ---- | ---------- | --------- | --------- | -------- |
| 2025 | «30 до 30» | Музыка    | Номинация | [ 1 ]    |